# Panzer-Triebwagen Saamurez
Der Panzer-Triebwagen Saamurez (russisch моторный броневой вагон Заамурец Motorny Bronewoi Wagon Saamurez) war ein gepanzerter Triebwagen des russischen Kaiserreiches aus der Zeit des Ersten Weltkrieges.

## Geschichte
Mit dem Ausbruch des Ersten Weltkrieges 1914, wurde die Idee von mobilen und gepanzerten Eisenbahnfahrzeugen in der Kaiserlich Russischen Armee einzusetzen, neuen Aufschwung. Viele Offiziere begannen damit, eigenen Ideen zu entwickeln und Lösungen vorzuschlagen. So auch der Oberstleutnant Butusow. Im Herbst 1915 reichte er, als Leiter der Eisenbahntruppen und Feldeisenbahnen der Abteilung für militärische Kommunikation der Südwestfront, einen Entwurf für einen gepanzerten und selbst fahrenden Wagen ein. Laut ihm sollten diese frei von Mängeln der Panzerzüge sein und zusammen mit denen der 2. Saamurskoi-Eisenbahnbrigade gegen deutsche und österreich-ungarische Panzerzüge. Die angesprochenen Mängel waren das hohe Gewicht, die Sichtbarkeit durch Höhe und Länge, austretender Dampf und Rauch und die geringe Geschwindigkeit der Panzerzüge. Bei der 1. Saamurskoi-Eisenbahnbrigade wurden die Vorschläge wohlwollend angesehen und verwirklicht. Im Januar 1916 begann die 4. Kompanie des 1. selbständigen Eisenbahnbataillons der 1. Saamurskoi-Eisenbahnbrigade, unter dem Kommando von Hauptmann Krschiwoblozkogo, in Odessa mit den Bauarbeiten. Durch das Eisenbahnbataillon erhielt dieser Panzer-Triebwagen den Namen Saamurez.

## Produktion
Die Bauarbeiten wurden vom Generalmajor M. W. Kolobow überwacht. Jede Woche wurden Berichte über den Stand der Arbeiten und Berichte über die Verwendung der zugewiesenen Mittel an das Hauptquartier des Oberbefehlshabers übermittelt. Geplant waren drei Wagen und das russische Militärministerium stellte 141.000 Rubel zur Verfügung. Die Arbeiten verzögerten sich und so war erst im September 1916 der erste Wagen fast fertig. Für die endgültige Montage fehlte das Getriebe, welches bei den Kirow-Werken hergestellt werden sollte. Diese konnten das erforderliche Teil nicht liefern, woraufhin sich die Fertigstellung weiter verzögerte. Am 16. November 1916 war die erste Triebwagen fertig und konnte zur Präsentation an das Hauptquartier geschickt werden. Aufgrund gestiegener Kosten und langer Verzögerungen wurden keine weiteren Wagen mehr gebaut.

## Technische Daten

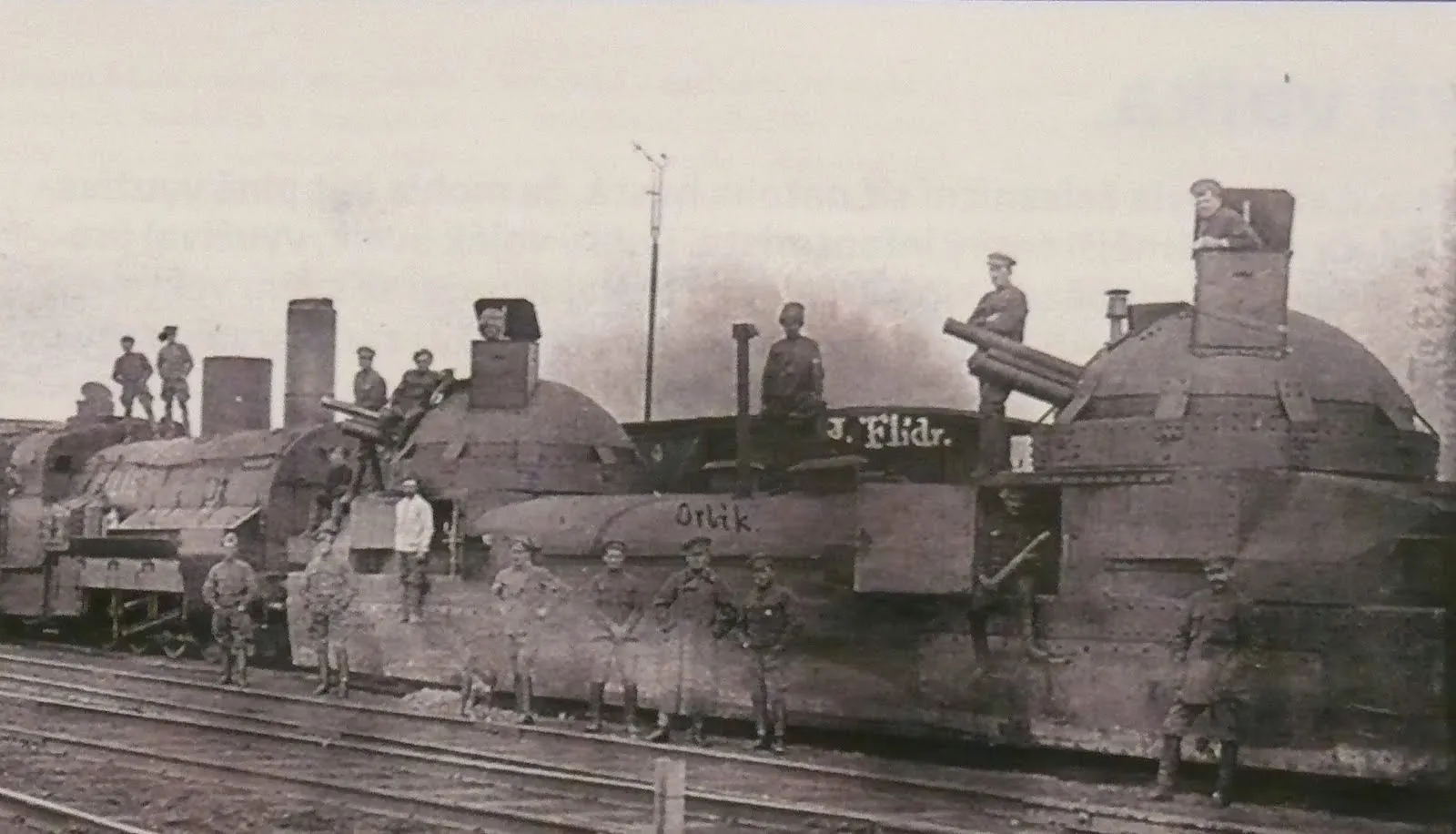
Der Panzer-Triebwagen in Wladiwostok

Der Panzer-Triebwagen war in fünf Abschnitte aufgeteilt. Vorn und hinten gab es zwei Abteile für den Kommandanten. Dahinter waren je eine Geschützkasematte und zwischen diesen beiden befand sich die Mittelkasematte. In den Abteilen des Kommandanten fanden bis zu drei Personen Platz. Dort konnte ein Beobachter durch kleine Sehschlitze die Strecke beobachten. Zwei weitere waren für die Bedienung von je einem Maschinengewehre abgestellt.
Der Panzer-Triebwagen Saamurez war ein vierachsiger Wagen mit zwei Geschütztürmen. Immer zwei Achsen lagen auf einem Drehgestell. Der Panzer-Triebwagen war komplett aus homogenisierten und gewalzten Stahl gepanzert. An allen Seiten hatte die Panzerung eine Stärke von 16 mm, auf dem Dach nur 10 mm. Die Geschütztürme hatten überall eine Panzerstärke von 12 mm Stärke. Die Bewaffnung dieser 360° drehbaren Geschütztürme, welche sich an den Stirnseiten des Wagens befanden, war je eine 5,7-cm-Küstenkanone Nordenfeld in einer speziell konstruierten Lafette verbaut. Der Schusswinkel nach oben und unten betrug −10° bis +60°. Die Reichweite betrug bis zu 9 Kilometer im optimalen Fall. Für die Nahverteidigung verfügte der Panzer-Triebwagen über zwölf Maxim-Maschinengewehre.
In der Mittelkasematte befanden sich die beiden Benzinmotoren von Fiat und Florence. Diese lieferten je 60 PS, womit der Wagen bis zu 45 km/h auf den Schienen erreichen konnte. Übertragen wurde die Kraft über zwei Getriebe, zwei Rückwärtskupplungen und zwei Kardanwellen an die zwei Drehgestelle. Im Wagen gab es eine elektrische Beleuchtung und eine elektrische Belüftung. Für bessere Sicht bei der Nacht oder schlechtem Wetter gab es einen Suchscheinwerfer, welcher an den Geschütztürmen montiert werden konnte. Zusätzlich konnten in der Mittelkasematte acht der zwölf Maschinengewehre eingesetzt werden. Die Kommunikation innerhalb des Panzer-Triebwagen wurde durch interne Telefone oder farbige Lampen sichergestellt werden.
Im September 1917 wurde der Panzer-Triebwagen das erste Mal modernisiert. Hierbei wurden die Geschütztürme leicht erhöht und mit gepanzerten Beobachtungsständen versehen. Diese boten besseren Platz und leichtere Führung für den Geschützführer als die vorher montierten Periskope. Geplante Umrüstungen der Motoren auf 100 PS und Motoren für die Geschütztürme wurden aufgrund der Oktoberrevolution nicht mehr realisiert.
Als der Panzer-Triebwagen von der Tschechoslowakischen Legion erbeutet wurde, modernisierten sie den Wagen. Da sie ab Anfang August 1918 keine Munition mehr für die 5,7-cm-Küstenkanone Nordenfeld hatten, bauten sie je eine 76-mm-Feldkanone M1902 ein.

## Einsatz

### Russisches Kaiserreich
Der Panzer-Triebwagen wurde am 19. November 1916 an die Südwestfront verlegt. Im Winter und Frühjahr 1917 wurde er als selbst fahrende Flugabwehreinheit in der Verteidigungszone der 8. Armee eingesetzt. Während der Kerenski-Offensive Mitte Juni 1917 wurde der Panzer-Triebwagen im Südwesten der Front eingesetzt. Im September 1917 wurde er für Modernisierungsmaßnahmen nach Odessa geschickt. Direkt nach dem Abschluss der Arbeiten begann die Oktoberrevolution. Im Dezember 1917 wurde er in der Nähe der ukrainischen Zentralna Rada eingesetzt. Am 15. Januar 1918 inszenierten die Bolschewisten von Odessa einen Aufstand. Dabei unterstützte der Panzer-Triebwagen mit Artilleriefeuer, was zu einer Wende bei den Kämpfen führte. Danach griff der Panzer-Triebwagen vom Bahnhof Odessa-Tovarnaya an und rückte auf die Stellungen der Haidamaken vor.
Ende Februar wurde der Panzer-Triebwagen von den Aufständischen bei der Einnahme des Bahnhofes erbeutet. Sie fuhren mit dem Wagen die Südwestbahn entlang und sammelten mit ihm Spenden zugunsten der Sowjetregierung. Anfang März wurde der Panzer-Triebwagen von Matrosen unter dem Kommando von Andrey Polupanov wieder zurückgewonnen und als Teil des Panzerzug Nr. 4 „Swoboda ili smert“ wieder eingesetzt. Bis zum Mai 1918 verkehrten beide im Gebiet der Städte Odessa und Melitopol und kämpfte gegen deutsche, österreichische und ukrainische Kräfte. Im Mai wurde der Panzer-Triebwagen nach Moskau zur Reparatur geschickt. Anfang Juni wurden er zur östlichen Front des Bürgerkrieges verlegt und bei den Kämpfen in der Provinz Simbirsk bis Juli 1918 eingesetzt. Im weiteren Verlauf nahmen sie an Gefechten in Sysran und Bugulma teil.
Im Frühjahr 1918 befahl die Rote Armee dem Kommandeur der Matrosen der Schwarzmeerflotte, Andrey Polupanov, den Panzer-Triebwagen zur Transsibirischen Eisenbahn zu entsenden und den Einsatz von Panzerzügen durch die Tschechoslowakische Legionen zu unterbinden. Nachdem der Panzer-Triebwagen in Simbirsk angekommen war, musste die Rote Armee die Stadt räumen und ließ ihn in funktionsfähigem Zustand zurück. Am 22. Juli erbeutete die Tschechoslowakische Legion den Panzer-Triebwagen und setzten ihn im Panzerzug Orlík wieder ein. Dort erhielt er die Bezeichnung Orlík Vuz cis. 1 (deutsch: Orlík-Fahrzeugteil 1).

### Tschechoslowakische Legion
Die Tschechoslowakische Legion nutzte den Panzer-Triebwagen in großem Maße zwischen Frühjahr und Herbst 1918 auf der Transsibirischen Eisenbahn. 1919 wurde er dann zur Patrouille auf Eisenbahnstrecken und gegen bolschewistische Überfälle eingesetzt. Im April 1920 diente er als Nachhut der Legion, als sich diese nach Wladiwostok zurückziehen mussten. Während des Rückzuges wurde der Panzer-Triebwagen, nach einem Gefecht in Hailar, von der Kaiserlich Japanische Armee erbeutet. Der Kommandant der sibirischen Expeditionsarmee, Generalleutnant Ōi Shigemoto, gab den Panzer-Triebwagen nach diplomatischen Verhandlungen an die Legion Harbin zurück.
Da sich die Tschechoslowakische Legion aus der Region zurückzog und um der erneuten Erbeutung durch japanischen Truppen zu entgehen, wurde der Panzer-Triebwagen in Wladiwostok an die Weiße Armee übergeben.

### Weiße Armee

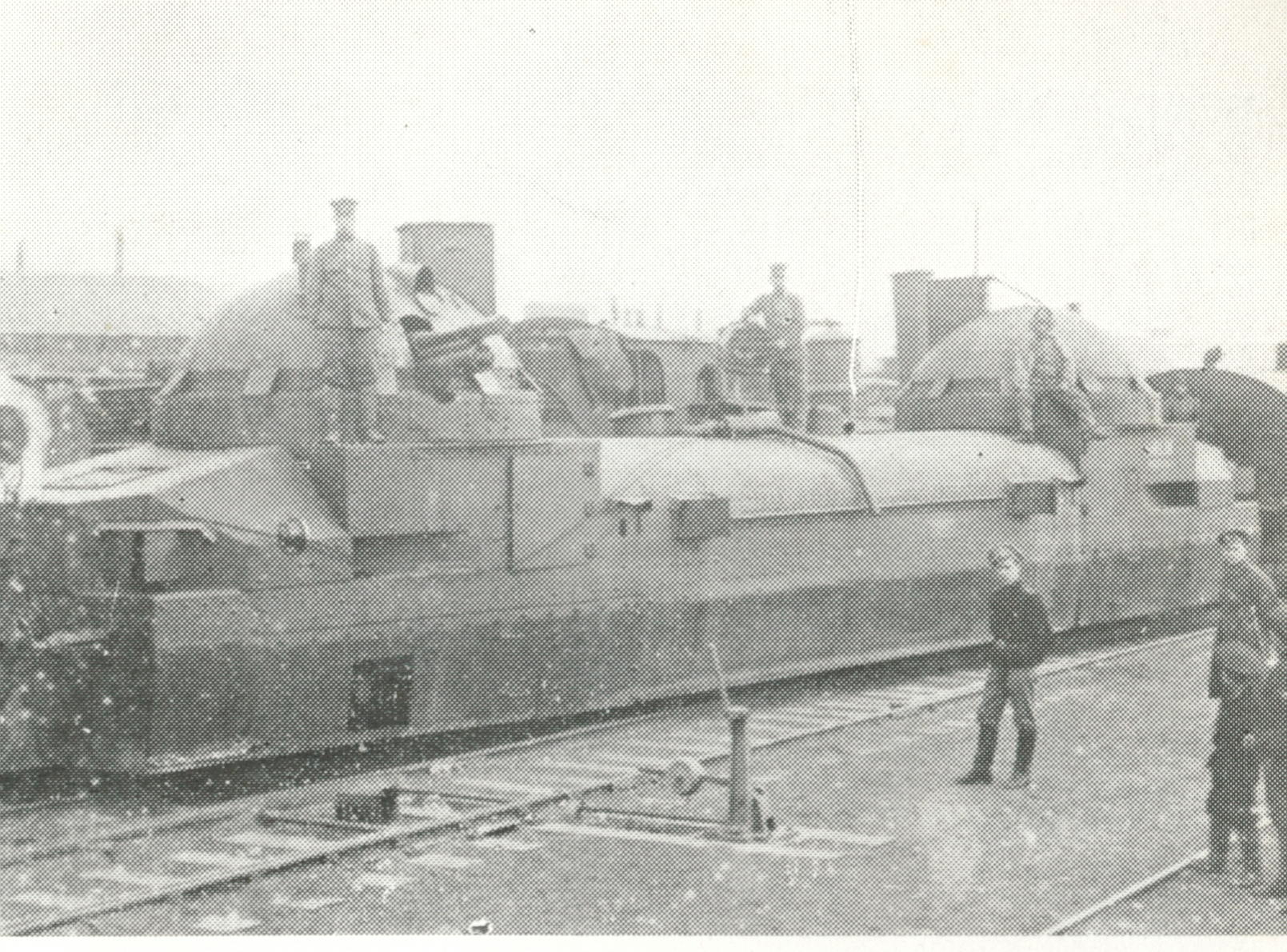
Der Panzer-Triebwagen, fotografiert vom japanischen Generalleutnant Sasaki Tōichi, 1920

Die Weiße Armee nahm das Geschenk dankend an und setzte den Panzerzug mit Panzer-Triebwagen bis Oktober 1922 im Raum Wladiwostok ein. Als die Rote Armee die Stadt im Oktober einnahm, flohen die Truppen der Weißen Armee mit dem Panzer-Triebwagen nach Harbin, wo ihnen der Führer der Mandschurei, Zhang Zuolin, Zuflucht gewährte. 1924 wurde der Panzer-Triebwagen im Zweiten Zhili–Fengtian Krieg auf Seiten der Fengtian-Armee unter Zhang Zongchang eingesetzt. In den folgenden Jahren diente er in China unter dem Namen Zug Nr. 105.
1931 wurde der Panzer-Triebwagen von der japanischen Kwantung-Armee erbeutet. Wie er weiter genutzt wurde oder was mit ihm geschah ist nicht bekannt.